# Scorzonera curvata
Scorzonera curvata là một loài thực vật có hoa trong họ Cúc. Loài này được (Popl.) Lipsch. miêu tả khoa học đầu tiên năm 1964.